# Malaccamax
Malaccamax – statek o maksymalnych wymiarach gabarytowych umożliwiających żeglugę przez Cieśninę Malakka. Statki tej wielkości zalicza się do klasy capesize. Wielkość statku ograniczona jest głębokością tego szlaku wodnego. Obecnie teoretyczne wielkości wymiarów statków przedstawiają się następująco:
- zanurzenie 20 m
- szerokość 60 m
- długość 470 m
- nośność około 300 tysięcy DWT.

Są to tankowce, choć w niedalekiej przyszłości granica ta stanie się dostępna dla kontenerowców o pojemności 18 000 TEU. Statki tego typu obecnie najczęściej dowożą ropę naftową z rejonu Zatoki Perskiej do Japonii.